# 호르무즈섬
호르무즈섬(Hormuz Island, Jazireh-ye Hormoz)은 페르시아만의 호르무즈 해협에 위치한 이란의 섬이다. 행정구역상 이란의 호르모즈간주에 속해 있다. 면적은 약 42k㎡로, 현재 섬에서 약 3,000여 명이 생활하고 있다.
페르시아만에서 인도양으로 나가는 해상 교역의 요충지에 위치해 있다. 14세기에는 60㎞ 떨어진 이란 본토의 항구 도시 호르무즈(현재의 반다르아바스)에서 당시 자룬(Jarun)이라고 부르던 이 섬에 새로운 호르무즈가 건설되었다. 1515년, 포르투갈에 점령되었다가, 1622년, 사파비 왕조의 아바스 1세의 통치기에 영국 동인도회사의 도움으로 호르무즈섬을 탈환했다.

## 역사
이 섬은 고대 그리스 세계에는 네아르코스라고 불렸으며, 오르가나(Όργανα)라는 이름으로도 알려져 있었다. 이슬람 시대에는 자룬(Jarun)이라고 불렸다. 호르무즈라는 이름은 본토 쪽에 있는 중요한 항구 현재의 반다르아바스의 옛 이름이었다.

## 지리
호르무즈섬은 반다르아바스에서 60km 서쪽에 위치해 있고, 이란 본토에서 가장 가까운 대안으로부터 6km 남쪽 페르시아만에 위치한다. 면적은 42k㎡이며, 퇴적암과 화산 물질로 이루어진 지층에서 표토가 나타나고 있다. 섬의 가장 높은 지점은 해발 약 186m이다. 강수량이 적기 때문에 토양과 하천수에 소금기가 섞여 있다. 이 기후에서 ‘아비세니아 마리나’라는 맹그로브 품종의 재배가 시도된 바 있다. 식수를 구할 수 없기 때문에, 이란 본토에서 식수 파이프라인을 연결하여 식수를 공급하고 있다.

## 갤러리

호르무즈섬
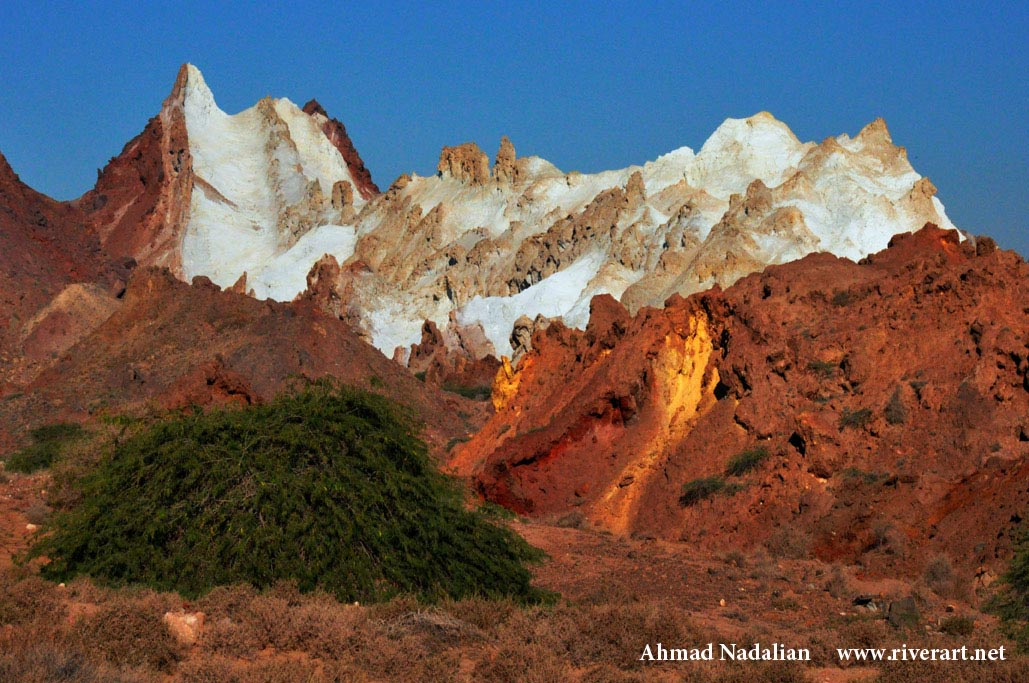
섬의 자연 환경
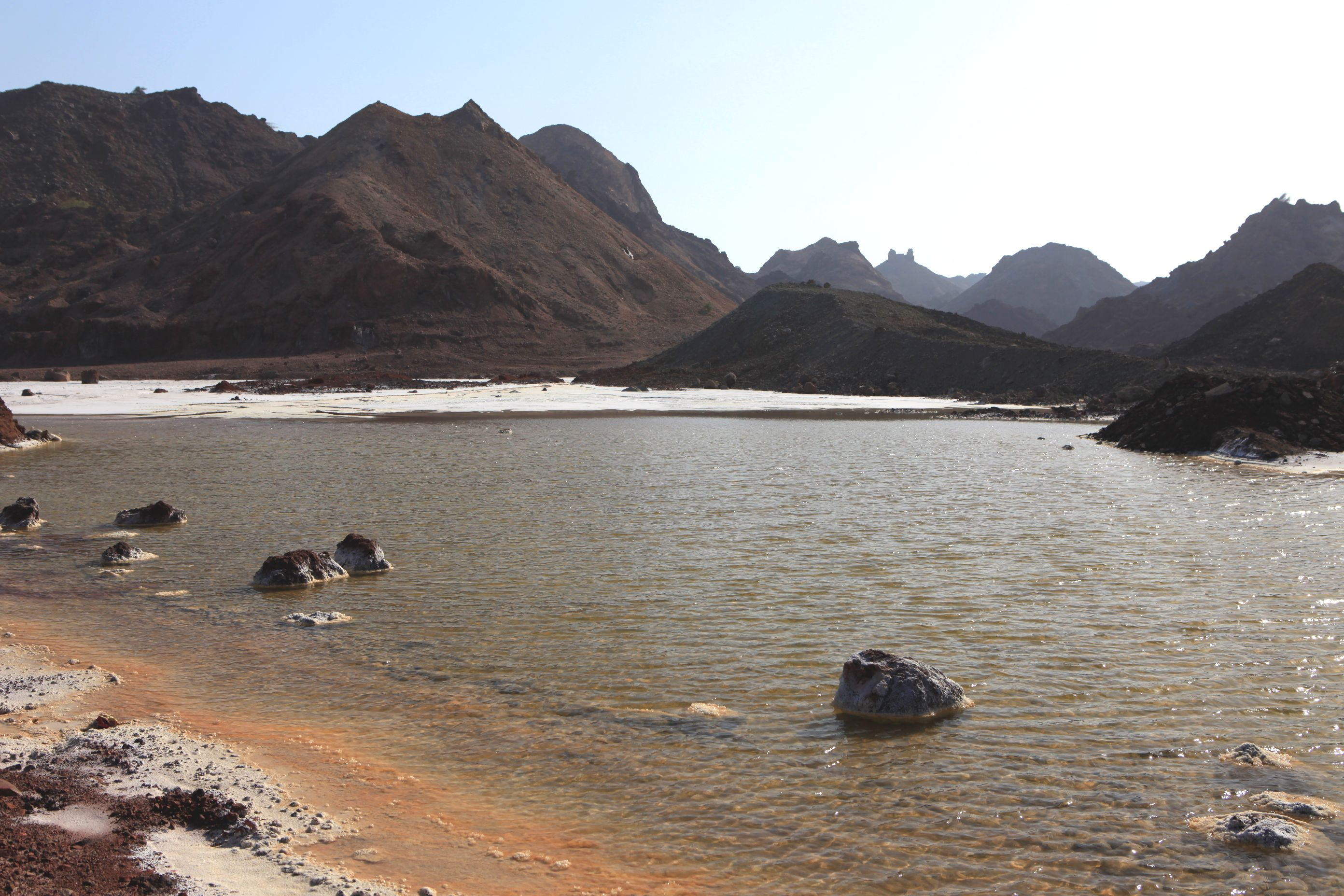
섬 안에 있는 소금 연못
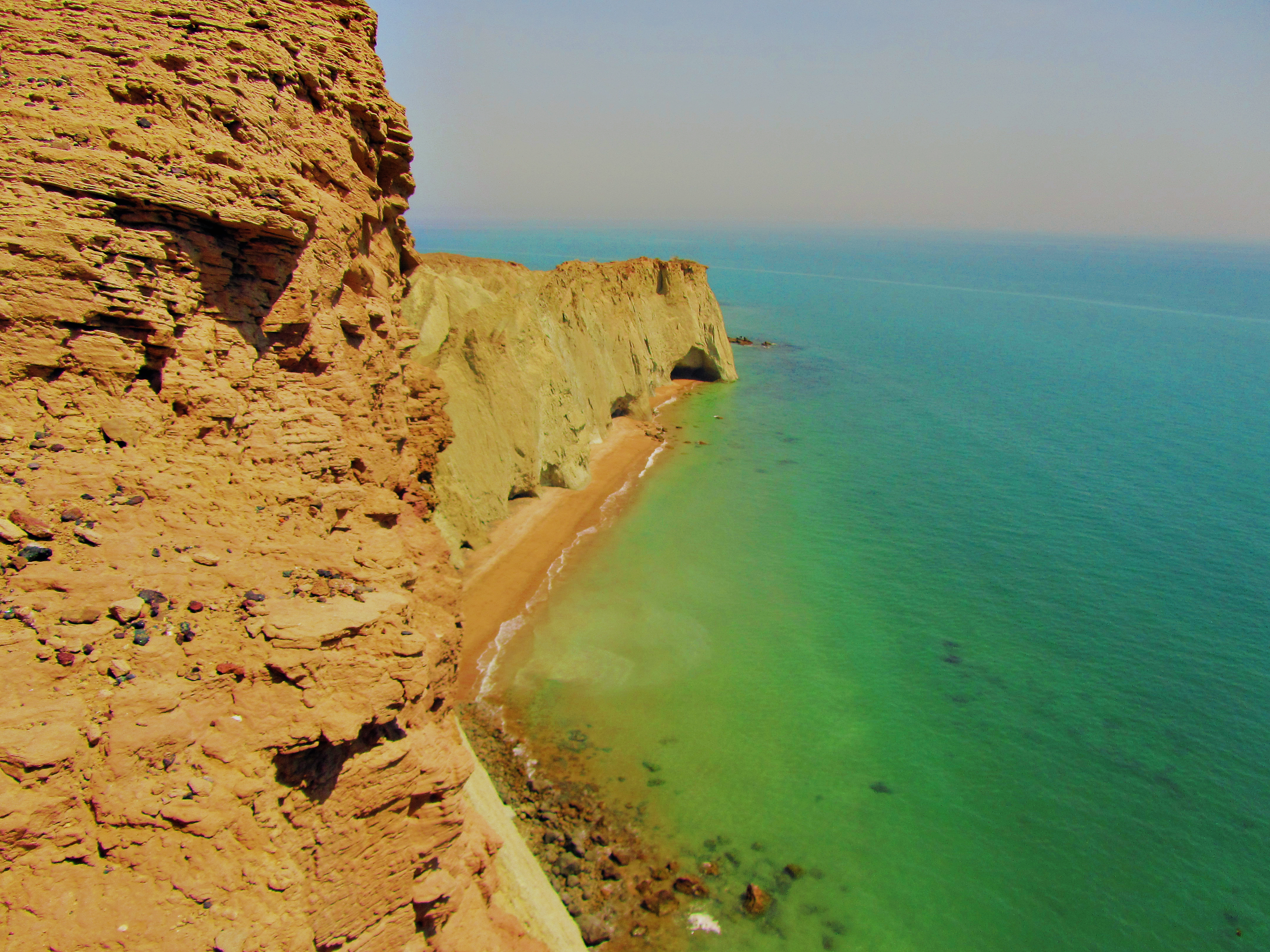
해안선
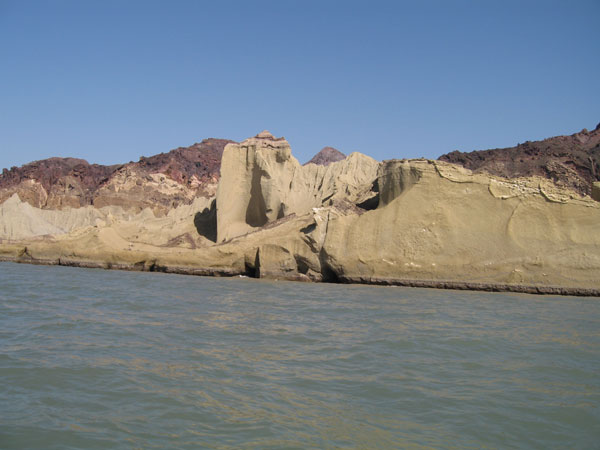
해안선
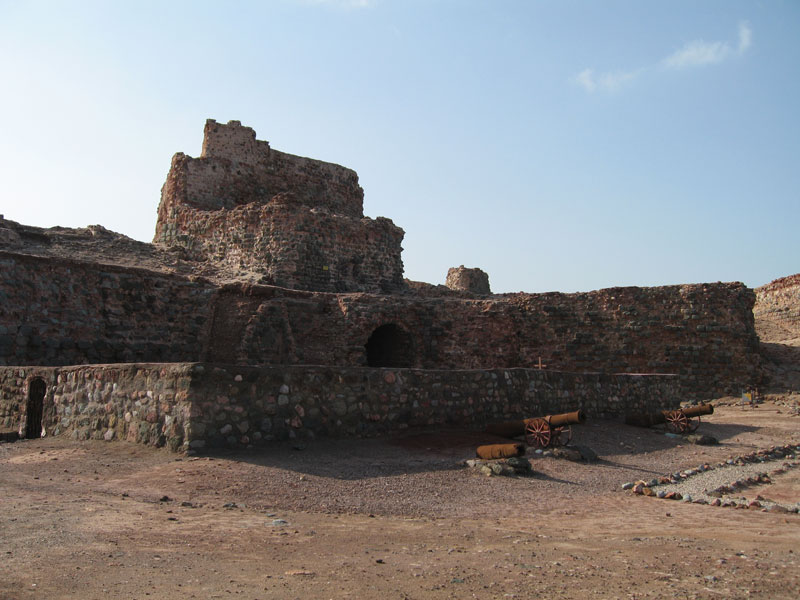
포르투갈인의 성터
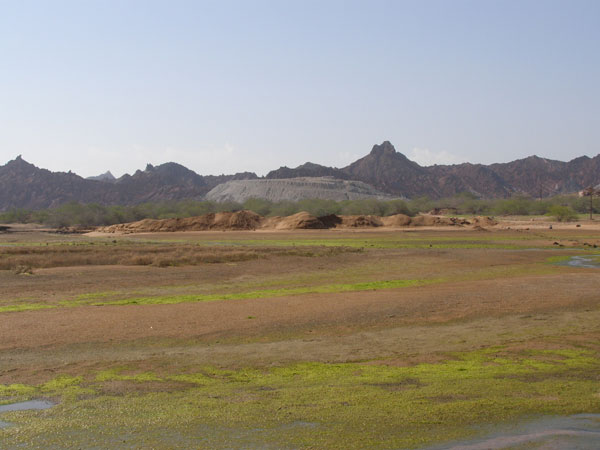
호루무즈섬의 아비세니아 마리나라는 맹그로브

## 참고 문헌
- Floor, William (2004년 12월 15일). “HORMUZ ii, ISLAMIC PERIOD” 2015년 4월 7일 확인